# Camponotus socorroensis
Camponotus socorroensis är en myrart som beskrevs av Wheeler 1934. Camponotus socorroensis ingår i släktet hästmyror, och familjen myror. Inga underarter finns listade.